# Famille Contin
 (juin 2025).
Motif : Pas d'interwikis
- Archive Wikiwix
- Bing
- Cairn
- DuckDuckGo
- E. Universalis
- Gallica
- Google
- G. Books
- G. News
- G. Scholar
- Persée
- Qwant
- (zh) Baidu
- (ru) Yandex
- (wd) trouver des œuvres sur Wikidata

| 1. | Préciser le motif de la pose du bandeau. | Précisez le motif de la pose du bandeau en utilisant la syntaxe suivante : {{admissibilité à vérifier\|date=juin 2025\|motif=remplacez ce texte par le motif}}                      |
| 2. | Informer les utilisateurs concernés.     | Pensez à avertir le créateur de l'article, par exemple, en insérant le code ci-dessous sur sa page de discussion : {{subst:avertissement admissibilité à vérifier\|Famille Contin}} |

La famille Contini est une famille patricienne de Venise et de Padoue.

## Histoire
La famille Contini a été agrégée à la noblesse de Venise en payant la taxe de 100 000 ducats pour la guerre de Candie en 1686. Elle appartenait à l'ordre des secrétaires du Sénat de Vénétie.
L'un de ses ancêtres est l'auteur du pont du Rialto et d'autres bâtiments notables, pour lesquels il prit le pseudonyme d'« Antonio Daponte ».
Par les dispositions de 1784, cette famille a été agrégée à la noblesse de Padoue, et ce jusqu'à la cessation du régime. Admise à la Cour sous le gouvernement autrichien de Lombardie-Vénétie, par résolution souveraine du 4 septembre 1818, la famille Contini obtint la confirmation de sa noblesse, en procédant dans les rangs du Conseil de Padoue.
La famille a été inscrite sur la liste officielle des nobles de 1922 avec le titre de chevalier de l'empire d'Autriche-Hongrie, en la personne des descendants du dernier reconnu, Gian Battista Contini.

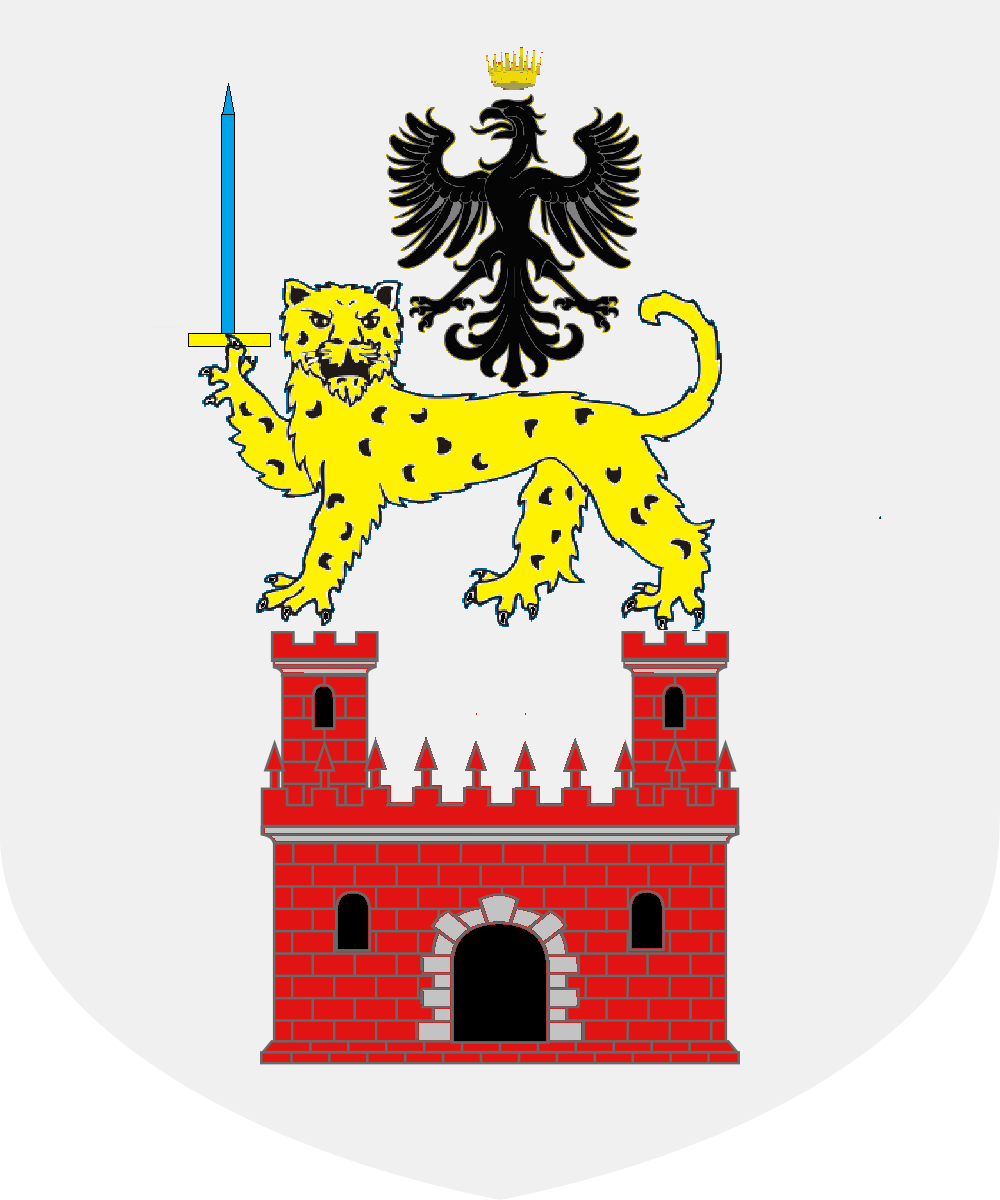
Armes des Contini

## Armes
Armes : D'argent, au château de deux tours de gueules, ouvertes en sable, l'arc de la porte, les contreforts des tours et la corniche d'argent ; le tout surmonté d'un léopard au naturel, agrippant la branche avant avec une épée d'azur garnie d'or, et tenant sur son dos un aigle étalé de sable et couronné d'or.